# Gerry and the Pacemakers
Gerry and the Pacemakers var en engelsk pop- och merseybeatgrupp bildad 1959 i Liverpool. Frontman och bildare av gruppen var Gerry Marsden på sång och gitarr. Gruppen delade manager med The Beatles (Brian Epstein). Gerry and the Pacemakers var ett av startskotten till British invasion. De var kring 1963 också jämbördiga med The Beatles i popularitet.

## Historik
Förutom Marsden bestod gruppen till en början av Les Chadwick (bas), Arthur Mack (artistnamn för Arthur McMahon) och Freddie Marsden (Gerrys bror, på trummor). År 1961 tillkom Leslie Maguire på piano.
År 1963 kom Gerry and the Pacemakers första hit "How Do You Do It?", som blev etta på Englandslistan. Låten skrevs av amerikanske Mitch Murray och George Martin, The Beatles producent, erbjöd den först till The Beatles som avböjde.
Nästa singel, "I Like It" (av Mitch Murray), nådde även den en förstaplacering i Storbritannien. Tredje singeln, "You'll Never Walk Alone" (av Rogers & Hammerstein), blev deras tredje raka Englandsetta - en bedrift som ingen annan lyckats med tidigare. Den har senare blivit fotbollslaget Liverpool FC:s officiella sång. Sedan har även andra fotbollslag tagit den till sig som "sin" låt.
Nästa singel, "I'm the One", stannade på plats 2 på Englandslistan. I USA blev gruppens största framgång "Don't Let the Sun Catch You Crying", som nådde fjärdeplatsen på Billboard Hot 100. Sent 1964 fick de också en stor hit med balladen "Ferry Cross the Mersey" som Gerry Marsden skrivit. Gruppen gjorde också en film, Ferry Cross The Mersey", där även Cilla Black medverkade.
Gerry and the Pacemakers plats i rampljuset var över i hemlandet sent 1965. I USA höll populariteten i sig lite längre och de hade en sista hit där 1966 med "Girl on a Swing". Senare på hösten samma år upplöstes gruppen, men man har senare återförenats.
Efter läktarbranden på fotbollsstadion Valley Parade Ground i Bradford (11 maj 1985) spelade Gerry Marsden in "Ferry Cross The Mersey" med bandet The Crowd till stöd för de 57 omkomnas familjer. The Crowd bestod av bland andra Rick Wakeman, Kiki Dee, Graham Gouldman, Colin Blunstone, Johnny Logan, Zak Starkey, John Otway, Gary Holton, Peter Cook, the Nolans, John Entwistle, Motörhead, Phil Lynott och Chris Norman.

## Diskografi (i urval)

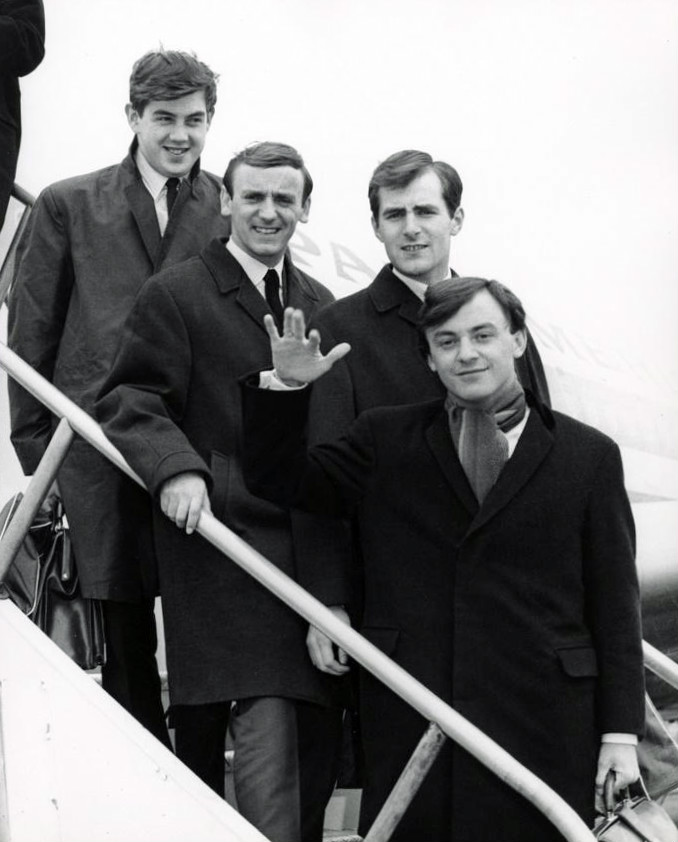
Gerry and the Pacemakers i New York 1964

### Album
Brittiska album
- How Do You Like It? (1963) (oktober 1963) UK #2
- Ferry Cross the Mersey (1965) (soundtrack, mars 1965) UK #19

Amerikanska album
- Don't Let The Sun Catch You Crying (1964) (juli 1964) US #29
- Gerry & The Pacemakers' Second Album (1964) (november 1964) US #129
- Ferry Cross the Mersey  (1965) (soundtrack) (februari 1965) US #13
- I'll Be There! (1965) (februari 1965) US #120
- Gerry and The Pacemakers' Greatest Hits (1965) (maj 1965) US #44
- Girl on a Swing (1966) (december 1966)
- The Best of Gerry and The Pacemakers (1979) (juli 1979)

### Singlar
(Topp 10 på UK Singles Chart)
- 1963 – "How Do You Do It?" / "Away From You" (#1)
- 1963 – "I Like It" / "It's Happened To Me" (#1)
- 1963 – "You'll Never Walk Alone" / "It's Alright" (#1)
- 1964 – "I'm The One" / "You've Got What I Like" (#2)
- 1964 – "Don't Let the Sun Catch You Crying" / "Show Me That You Care" (#6)
- 1964 – "Ferry Cross the Mersey" / "You, You, You" (#8)